# Sapintus colonus
Sapintus colonus es una especie de coleóptero de la familia Anthicidae.

## Distribución geográfica
Habita en América.